# 镞

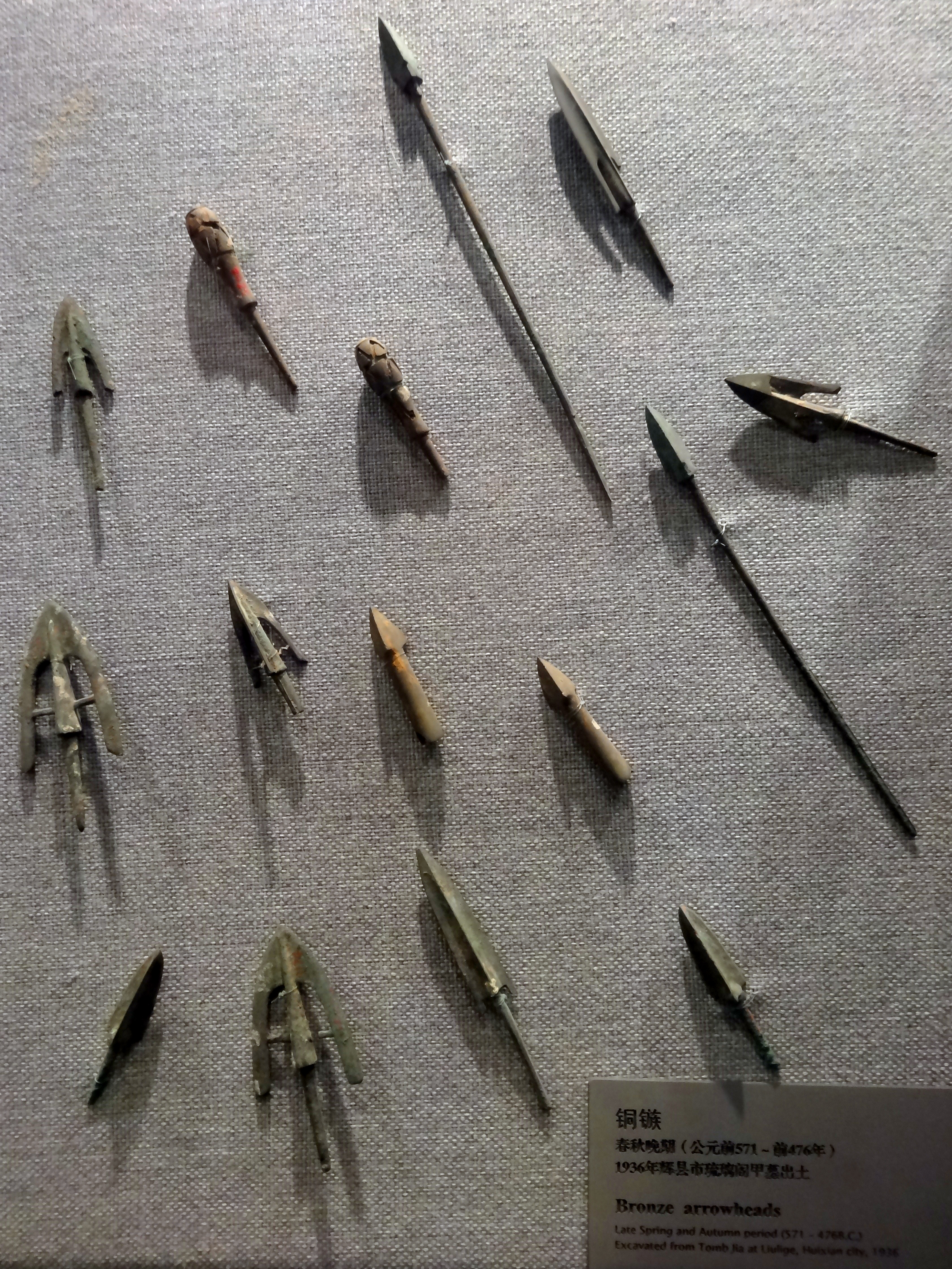
铜镞，春秋晚期，1936年河南省新乡市辉县市琉璃阁甲墓出土，现藏于河南博物院

镞，或称箭头、箭镞，是箭的组成部分之一。

## 结构
以有铤双翼青铜镞为例，镞的前锋与关之间的部分统称为镞身，镞身正中突起的部分称为中脊或脊，左右两边称为翼，翼的外缘称为刃，两刃向前聚成前锋，翼最下端为后锋，后锋与中脊相连接处称为本，本与后锋之间的部分为倒刺，其内侧部分称为翼底，中脊最下端与铤相交处称为关，关下部分为铤。

## 历史

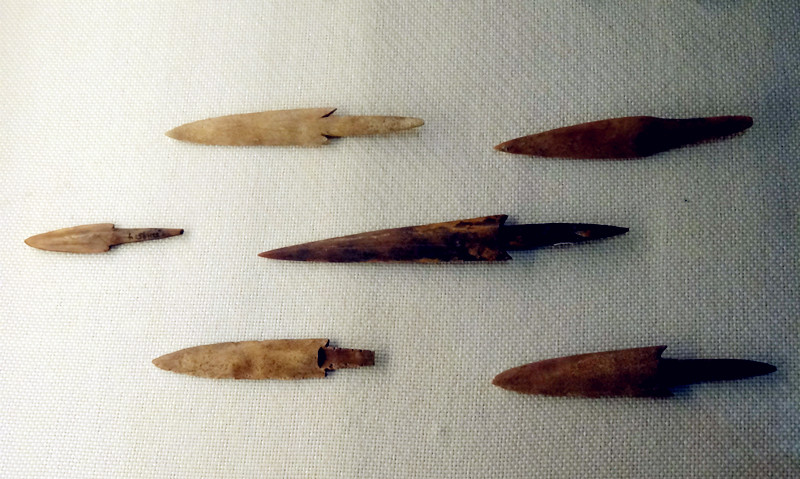
骨镞，新石器时代裴李岗文化，河南贾湖遗址出土

弓箭是人类较早使用的武器之一，在原始社会时期，人类就开始使用骨头、蚌壳等来制作箭镞，随着冶金的发展，铜、铁相继被用来制作箭镞。由于箭镞属于消耗品，所以青铜镞的数量巨大，而且它们被铸造的时间要比青铜礼乐器更可能接近于被埋藏的时间，可以敏锐地反映时代变化，同时也具有强烈的地域性。
中国已发现的最早的青铜镞是出土于原始社会新石器时代的青海乐都柳湾聚落遗址，该铜镞为锻造而成，镞长3.4厘米、宽1.5厘米，体形扁薄，略起中脊，两翼稍长，铤部有三锋。
夏商时期黄河流域流行使用双翼有铤镞，其对称的双翼在飞行中可以起到平衡作用，使箭镞更准确地命中目标。而为了增强镞的杀伤力，双翼箭镞的锋刃部分比较突出，前锋锋利，有两个尖锐倒刺。随着对杀伤力、穿透力的不断追求，箭镞的形状也不断演变。西周时期，镞身更趋流线型、双翼呈条状、后锋平直的箭镞逐渐取代了后锋长而尖利、双翼呈三角形的箭镞，以获得更强的穿透性。春秋战国时期，双翼有铤镞的穿透力达到了历史最高峰，而三翼镞凭借其良好的稳定性和杀伤力与穿透力兼顾的特征，越来越受人们的青睐。战国时期，随着弩的普及，三翼镞的形制也发生了很大的变化，最要两种：
- 一种是镞身变得细而长，三翼很窄，缩变为附在中脊上的三条窄棱，后面接长铤；
- 一种是镞身短粗，翼也稍宽的形式，也有着极长的镞铤，有的长度可达几十厘米，如山东长岛王沟出土的一只残断的镞，总长达62厘米。

而且战国时期，油浸牛皮甲等的应用使士兵防护措施也有很大的加强，双翼镞很难穿透防护造成杀伤，因此三棱镞的应用越来越流行。到战国末年，三棱镞已经基本取代了其他各式铜镞，成为箭镞的主要形制。陕西秦俑坑出土的铜镞数以万计，三棱铜镞占99.85％。

## 分类

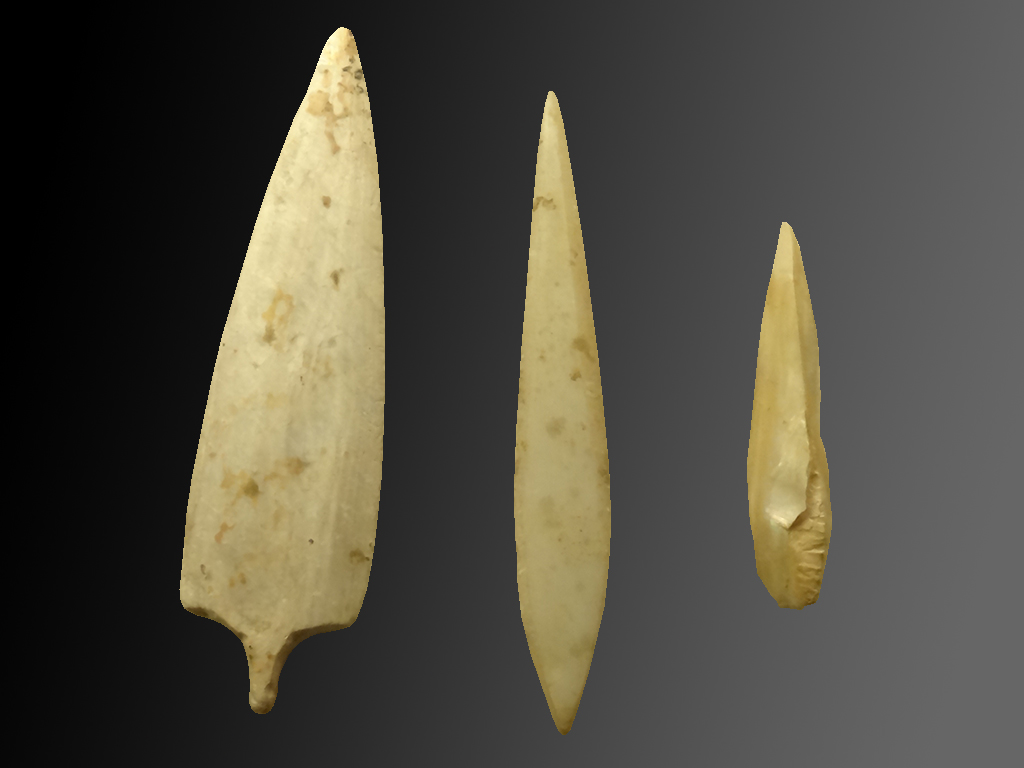
蚌镞，新石器时代龙山文化，河南巩义市、偃师市出土

### 按材质
石镞、骨镞、蚌镞
骨镞是指用动物骨骼制作的箭镞，各地均有出土。
蚌镞是指用贝类的壳制作的箭镞，出土数量明显少于骨镞。
青铜镞
青铜镞是青铜兵器中流行时间最长、数量最多、使用最普遍的一种。
铁镞

### 按用途形制
考古发现的春秋晚期至战国时期的青铜矢镞可概括为四种基本形制：双翼镞、三棱镞、教练镞和弋射镞。其中教练镞没有锋刃，镞身有做成圆柱体、葫芦形等形状的，主于训练射技；弋射镞锋刃下有一半环形钮，可穿上丝缴、猎取空中飞鸟：这两种都不属于主要形制，数量上只占很小比例。
古代根据用途的不同，箭可分为多种，形制也各部相同。《周礼·夏官司马第四·司弓矢》记载箭可分为八种，被称为“八矢”，分别为枉矢、絜矢、杀矢、鍭矢、缯矢、茀矢、恒矢、庳矢，并对其用途进行了说明：“凡矢，枉矢、絜矢利火射，用诸守城车战；杀矢、鍭矢用诸近射田猎；矰矢、茀矢，用诸弋射；恒矢、庳矢用诸散射。”而《考工记·矢人》中记载：“矢人为矢，鍭矢，参分，茀矢，参分一在前、二在后；兵矢、田矢，五分二在前、三在后；杀矢，七分三在前、四在后”,根据郑玄订正，《考工记》这段记载中“茀当为杀，杀当为茀”。
因此根据这些记载，很多学者结合出土的镞和文献记载对镞的种类进行了分析，如沈融《杀矢考》就进过分析认为长铤三棱镞为文献中称的杀矢，石岩《青铜箭镞：克敌制胜的战争利器》指出出土的一种长身圆柱形镞可能为弋射用镞，带环钮的镞可能为“八矢”中的枉矢。
除了战争和狩猎，弓箭还有礼制和习俗等方面的应用。先秦时期，“射”是男子必须掌握的基本技能，社交中衍生出了各种层次不同的礼射活动。通常而言，礼射用镞制作精美，有的带有花纹；数量极少，而且在后代极少重复。除了礼射，还有一种十分重要的非作战射箭活动，就是弋射。弋射是用系着绳子的箭射猎飞鸟，以箭矢的牵引把绳子抛射到空中，靠绳子束缚飞鸟脖颈、羽翼的办法来获得猎物。弋射所用的镞的目的不在于射杀，而是要牵带绳索，在空中将猎物缚住。因此，弋射所用的镞应具有前端较重的特点。在考古中发现的一种长身圆柱形的镞比较符合弋射的条件。另外箭还有娱乐性用途，即投壶。投壶最早可能源于礼射，所用的镞的形状在文献中没有提及，但战国时期个之后的一些较大型的墓葬的考古中出土过一种个体很小的无翼的镞身一般极短的镞形状为圆锥形的镞，可能为投壶所用之箭的镞。